# Cyber Sex
Cyber Sex è un singolo della rapper statunitense Doja Cat, pubblicato il 6 novembre 2019 come quarto estratto dal secondo album in studio Hot Pink.

## Descrizione
È composto in chiave La bemolle maggiore ed ha un tempo di 131 battiti per minuto.

## Video musicale
Il video musicale è stato pubblicato in concomitanza con l'uscita del singolo.

## Classifiche
| Classifica (2020) | Posizione massima |
| ----------------- | ----------------- |
| Irlanda           | 92                |